# Ceroxylon amazonicum
Ceroxylon amazonicum là loài thực vật có hoa thuộc họ Arecaceae. Loài này được Galeano mô tả khoa học đầu tiên năm 1995.